# 托雷斯港
托雷斯港（義大利語：Porto Torres）是意大利萨萨里省的一个市镇。总面积102.62平方公里，人口22461人，人口密度218.9人/平方公里（2009年）。ISTAT代码为090058。